# Morro do Engenho
O Morro do Engenho, também conhecido como Morro do Engenho da Rainha, é uma favela localizada entre os bairros de Inhaúma e Engenho da Rainha, na Zona Norte da cidade do Rio de Janeiro.
Com pouco menos de cinco mil moradores, o local é marcado pela pobreza e violência. Devido à proximidade com o Morro do Urubu, localizada entre os bairros de Pilares, Tomás Coelho, Piedade e Abolição, que é praticamente separada desta apenas pela linha de trem, confrontos entre as duas favelas são comuns, já que esta é dominada pela facção criminosa do Comando Vermelho, rival da facção criminosa que domina o Morro do Urubu, a Amigos dos Amigos (A.D.A).
A carência de investimentos no morro se dá em razão da maioria das casa serem registradas e, por esse motivo, o poder público deixa de aplicar seus recursos quando destinados às favelas, por considerar o local um bairro como os demais.